# 福島県道126号福島微温湯線
福島県道126号福島微温湯線（ふくしまけんどう126ごう ふくしまぬるゆせん）は、福島県福島市内を走る一般県道である。

## 路線概要
- 起点：福島市太田町
- 終点：福島市桜本字微温湯（微温湯温泉二階堂旅館）
- 総延長：17.782 km
  - 実延長：17.305 km[1]
- 路線認定年月日：1959年8月31日[2]

福島駅西口に位置する市内太田町（県道70号あづま陸橋西詰）より西進し、吾妻山中腹に位置する微温湯温泉に至る路線である。福島市内では「微温湯街道・水保街道」と呼ばれる。起点から市内土船（福島西部広域農道交差点）までは片側1車線で整備された快走路であり、福島駅前の市街地と吉井田地区の住宅地や福島西工業団地、福島県あづま総合運動公園等とを結ぶ役割を担う。
広域農道交点から西は山間部の険しい狭隘路線となり、いわゆる「険道」と称されるような路線となる。以前はさらに未舗装のダート区間もあったが、2015年に舗装工事が行われた。当路線の南側、あづま総合運動公園付近からあづま温泉を通り、当路線の終点付近に至る農林水産省のパイロットファームへの取付道路があり、そちらの方が当路線よりも整備が進んでおり走行が容易である。

### 重用路線
- 福島県道5号上名倉飯坂伊達線（福島市庄野字台ノ田～同市土船字才明寺）

八木田橋
仁井田橋
鍛冶屋川橋
（福島県道5号上名倉飯坂伊達線重用区間）
白津川橋
- 全長：19 m
- 幅員：8 m
- 竣工：1975年[3]

土船字雌立から桜本字上鷹ノ巣に至り、一級水系阿武隈川水系白津川を渡る。

## 接続路線
- 福島県道70号福島吾妻裏磐梯線（大田町 起点）
- 国道13号福島西道路（仁井田字谷地北（谷地北交差点））
- 福島県道5号上名倉飯坂伊達線 上名倉方面（庄野字台ノ田）
- 福島県道5号上名倉飯坂伊達線 飯坂方面（土船字才明寺））
- 福島西部広域農道（土船字雌立）

## 沿線
- 福島民報社本社
- いちいパワーデポ八木田店
- 福島市役所吉井田支所
- 福島市国体記念体育館・荒川桜づつみ河川公園
- あらかわクリーンセンター
- 沖電気福島工場
- 微温湯温泉